# Vindobona
Vindobona (iz galskega windo- - bel in bona – podlaga ali dno) je bilo keltsko naselje in kasneje rimski vojaški tabor na prostoru sedanjega Dunaja v Avstriji.
Rimljani so okoli leta 15 pr. n. št. priključili Noriško kraljestvo k svojemu cesarstvu in Donava je postala njegova severna meja. Ob njej so začeli graditi utrdbe in naselja, med njimi tudi Vindobono, ki naj bi imela 15.000-20.000 prebivalcev.

## Zgodovina
Prva avtorja, ki omenjata Vindobono, sta geograf Ptolemaj (Geographica) in zgodovinar Avrelij Viktor, ki  pripoveduje, da je v Vindoboni 17. marca 180 umrl cesar Mark Avrelij.  
Vindobona je spadala v rimsko provinco Panonijo z upravnim središčem Carnuntum na pol poti med Dunajem in Bratislavo.  Vindobona je bila vojaški tabor s spremljajočim civilnim naseljem (canabae).  Vojaški kompleks je stal v sedanjem I. dunajskem okrožju. Meril je približno 20 hektarjev in imel približno 6.000 vojakov. Bil je del rimskega obrambnega sistema ne mejni reki Donavi, v katerega so spadali tudi Carnuntum, Brigetio in Aquincum. Pod cesarjem Trajanom so bile v Panoniji nastanjene štiri legije.
Vindobono so oskrbovala bližnja rimska posestva (villae rusticae). Bila je pomembno trgovsko središče z razvito infrastrukturo ter kmetijstvom in gozdarstvom v okolici. Canabae legionis in druge civilne skupnosti, ki so se razvile v sedanjem III. dunajskem okrožju, so bile neodvisne od vojaških oblasti.  Dokazano je tudi, da je bil na nasprotnem bregu Donave od 2. stoletja dalje germansko naselje z veliko tržnico.
Asimetrična postavitev vojaškega tabora, ki je nenavadna za sicer standardizirane rimske vojaške tabore, je še vedno prepoznavna iz razporeda dunajskih ulic Graben, Naglergasse, Tiefer Graben, Salzgries, Rabensteig in Rotenturmstraße. Poševna meja tabora na sedanji ulici Salzgries je verjetno posledica velike poplave Donave v 3. stoletju, ki je odplavila dobršen del tabora. Ime nakupovalne ulice Graben (slovensko jarek) izhaja iz lokacije obrambnega jarka, ki je obdajal vojaški tabor. Domneva se, da je del obzidja v srednjem veku še vedno stal in določal potek novozgrajenih mestnih  ulic. Na enem od vogalov tabora je bil kasneje zgrajen Berghof.
Vojne, upravne in vojaške reforme v 3. in 4. stoletju in uničujoče poplave so prisilile prebivalce, da so se vedno bolj zatekali v vojaški tabor. V 5. stoletju je meja na Donavi izgubila svoj prvoten pomen. Vojaško utrdbo so opustili in vanjo se je naselilo  lokalno civilno prebivalstvo. 